# Passion Live〜情熱生放送〜WEEKEND SHUTTLE
Passion Live〜情熱生放送〜WEEKEND SHUTTLE（パッションライブ じょうねつなまほうそう ウィークエンドシャトル）は、1995年4月7日からエフエム香川（FM香川）で放送されているラジオ番組である。

## 概要
- テーマ曲はFantastic Plastic Machine「mpf(Mezzo Pianoforte)」

## パーソナリティー
- 桂こけ枝（1997年4月 - ）
- 筒井智子（2006年4月 - ）

## 過去のパーソナリティー
- 番組開始 - 1996年3月：織田伸介、福積朱美
- 1996年4月 - 1997年3月：小畑圭司（元ミモ・ファルス）
- 千葉むつみ
- 中村千秋
- 2000年10月 - 2004年10月29日：棚原まどか
- 2004年11月5日 - 2006年3月31日：朝井美由紀

## タイムテーブル（2014年4月現在）
- 11:30 - オープニング
- 11:55 - 週刊みとよ ほんまモンRadio !
- 12:00
  - 学研教室プレゼンツ教えてせんせい!!（第1週）
  - そうだ、コトバスで行こう!日帰りバスの旅（第2週）
  - 香夢音I-PAL（第4週）
- 12:30 - 高松競輪presents 競輪にい講座
- 12:55 - Next～開拓魂～
- 13:30 - ユーリックホームの悠々快適生活
- 13:55 - Zero Tunes～2000（ゼロ）年代のポップ・ミュージック～
- 14:15 - FM Radio Shopping
- 14:30 - ラジオ DE わはは
- 14:55 - Life Time Audio～人生のプレイリスト～
- 15:00 - KIRIN大好き宣言!
- 15:15 - 天気予報(BGMはフレネシ「The Theme Of “Pele”」)
- 15:50 - エンディング

## 過去のコーナー
- ニュースフォーカス
  - 名越章浩・前田圭見（瀬戸内海放送アナウンサー）がニュースを解説する。
- 西岡聖子のニューヨークレポート
  - フリージャーナリスト・エフエム香川ニューヨーク特派員の西岡聖子がニューヨークでの生活を報告する。
- DUKEインフォメーション
- ヒューちゃんの役に立つかな?英会話